# Cordyline fruticosa
Cordyline fruticosa, zimzeleni grm ili manje stablo iz porodice šparogovki raširen po otocima zapadnog Pacifika i Queenslanda u Australiji.
Lokalno stanovništvo ovu biljku koristi za širok raspon namjena, kao u medicini i prehrani (korijen se peče do četiri dana u zemljanim pećima kako bi se konzumirao kao hrana, a kako ima velik udio šećera izrađuju se i slatkiši i slastice te fermentirana pića). Korijen može težiti od 4.5 do 6.5 kg. Listovi se također kuhaju, a u posebno ceremonijalnim prilikama od njega se izrađuju resaste suknje.
C. fruticosa često se sadi i kao ukrasna biljka.

## Sinonimi
Postoji 236 sinonimnih naziva.